# Radioballetten
|  | Denne artikel er oprettet af botten PalnaBot ud fra en ekstern database. Den kan derfor have sproglige fejl eller mangler. Denne skabelon kan fjernes efter kontrol af indholdet. |

Radioballetten er en dokumentarfilm fra 2003 instrueret af Per-Ivar Jensen efter manuskript af Per-Ivar Jensen.

## Handling
Et ældre ægtepar lytter til radioen, som udsender Radio Ballettens danseopførelse af et eventyr. Fortællingen er som en kinesisk æske, og den handler om kærlighed til dans og musik.